# Xã Jamesville, Quận Yankton, South Dakota
Xã Jamesville (tiếng Anh: Jamesville Township) là một xã thuộc quận Yankton, tiểu bang Nam Dakota, Hoa Kỳ. Năm 2010, dân số của xã này là 232 người.